# Denton (Montana)
Pour les articles homonymes, voir Denton.
Denton est une municipalité américaine située dans le comté de Fergus au Montana. Selon le recensement de 2010, sa population est de 255 habitants. La municipalité s'étend sur 0,76 mille carré (1,97 km2).
En 1888, un bureau de poste est ouvert par H. F. Dent, qui le nomme en l'honneur de Denton (Missouri), où il vivait précédemment.